# Hugo Faria
Hugo Miguel da Encarnação Pires Faria (São Brás de Alportel, 15 febbraio 1983) è un ex calciatore portoghese, di ruolo centrocampista.